# Famille Dessalines
La famille Dessalines est une dynastie impériale haïtienne dont le fondateur et premier représentant à être monté sur le trône est l'empereur Jacques Ier en 1804.
Sacré en octobre 1804, Dessalines établit un empire autoritaire, héréditaire et de conviction catholique, et officialise le français comme langue officielle. Ayant confisqué les terres des colons français expulsés ou tués, il en distribue les meilleures à ses officiers, créant ainsi une noblesse haïtienne. L'empereur est assassiné en octobre 1806, la constitution est alors suspendue et l'empire aboli.

## Histoire
Jacques Ier est un souverain ex nihilo d'une nation nouvelle. Combattant pendant la guerre d'indépendance haïtienne (1791-1804), il participe aux combats aux côtés du général Toussaint Louverture. Après l'expédition française et la capture de Louverture, Dessalines reprend les armes et bat les troupes françaises à la bataille de Vertières le 18 novembre 1803. Il proclame l'indépendance d'Haïti en 1804 et s'auto-proclame par la suite « gouverneur-général à vie ».
Après avoir promulgué une constitution, il est proclamé Empereur d'Haïti par les généraux de l'Armée sous le nom de Jacques Ier, en septembre 1804, sur le modèle napoléonien.

## La famille impériale
Jean-Jacques Dessalines est né sous le nom de Duclos, qu'il change en adoptant celui de Dessalines. Il a également deux frères, Louis-Philippe et Joseph Duclos, qui prennent également le nom de Dessalines tout comme leur frère aîné.
En 1782, Dessalines fait la rencontre de Marie-Claire Bonheur, originaire de Léogâne et veuve du maître-charron Pierre Lunic. Ensemble, ils auront, entre 1789 et 1805, 16 enfants. Fiancé à Marie-Claire dès 1790, Dessalines ne l'épousera officiellement qu'en avril 1800, en présence de Louverture comme témoin. Outre son mariage avec Marie-Claire, Dessalines a également eu de nombreuses conquêtes amoureuses tout au long de sa vie. La plus connue de ses maîtresses est Euphémie Daguilh, qui avait l'ambition de prendre la place de Marie-Claire comme épouse officielle.
Hormis sa descendance légitime avec Marie-Claire, Dessalines a également donné naissance à plusieurs enfants illégitimes. Certains d'entre eux furent reconnus et élevé par leur père sans cependant porter son nom, comme c'est le cas de Catherine Flon ou encore des frères Soulouque.
Au total, Dessalines serait le père de 22 enfants :
- avec l’impératrice Marie-Claire :

1. Jacques Dessalines (1783-1832), titré prince impérial en 1804, pressenti pour succéder à son père, marié à Anne-Athénaïre Christophe dont postérité ;
2. Célestine Dessalines (1783-1867), titrée princesse impériale en 1804, fiancé au général Alexandre Pétion ;
3. César-Jacques Dessalines (1785-1856), titré prince impérial en 1804, marié à Marie-Thérèse Poncette dont postérité ;
4. Pierre-Louis Dessalines (1787-1820), titré prince impérial en 1804, mort sans postérité ;
5. Marie-Françoise Célimène Dessalines (1789-1859), titrée princesse impériale en 1804, marié avec le général Bernard Chancy, dont postérité ;
6. Albert Dessalines (1791), mort quelques mois après sa naissance ;
7. Dorimène Dessalines (1794-1826), titrée princesse impériale en 1804, fiancé au prince Victor-Henri Christophe (futur Henri II) sans postérité ;
8. Francillette Dessalines (1796-1866), titrée princesse impériale en 1804, marié à Carlotin Marcadiux dont postérité ;
9. Marie-Noëlle Dessalines (1798-1843), titrée princesse impériale en 1804, marié au général Cincinnatus Leconte dont postérité ;
10. Jeanne-Sophie Dessalines (1799-1867), titrée princesse impériale en 1804, marié au prince Pierre-Eugène Christophe sans postérité ;
11. Jacques-Métellus Dessalines (1800-1808), titré prince impérial en 1804, mort à l'âge de huit ans ;
12. Rose-Louisine Dessalines (1801-1873), titrée princesse impériale en 1804, marié au général Jacques-Sylvain Hyppolite dont postérité ;
13. Sérrine Dessalines (1802-1805), titrée princesse impériale en 1804, morte à l'âge de deux ans ;
14. Marie-Thérèse Laurence Raphaël Dessalines (1803-1874), titrée princesse impériale en 1804, marié au général Jean-Baptiste Riché dont postérité ;
15. Jean-Jacques Innocent Dessalines (1804-1820), titré prince impérial en 1804, tué à l'âge de 16 ans ;
16. Jean Dessalines (1805-1818), titré prince impérial à sa naissance, mort à l'âge de 13 ans.

- avec Euphémie Daguilh :

1. Marie-Anne Daguilh (1801-1881), religieuse, morte sans postérité ;
2. Elvina Daguilh (1804-1857), marié à Maximilien Ducoste dont postérité ;
3. Suprême Daguilh (1806-1833), mort sans descendance à l'âge de 17 ans.

- avec Marie-Augustine Flon :

1. Catherine Flon (1772-1831), révolutionnaire et figure de l'indépendance haïtienne, morte sans postérité.

- avec Marie-Catherine Soulouque :

1. Faustin Soulouque (1782-1867), militaire et futur empereur d'Haïti, marié à Adélina Lévêque dont postérité ;
2. Jean-Joseph Soulouque (1784-1864), militaire et prince impérial, voir famille Soulouque.

- avec Joséphine Alexis :

1. Jacques Alexis (1787-1840), militaire et général haïtien, marié à Blézine Christophe dont postérité.